# El Rosario (Olancho)
El Rosario ("De rozenkrans") is een gemeente (gemeentecode 1506) in het departement Olancho in Honduras.
Het dorp heette vroeger Aldeas de Chaguatero. Het hoorde bij de gemeente Yocón tot het een zelfstandige gemeente werd.
Het dorp ligt aan een rivier die ook El Rosario heet. Door de gemeente loopt de keten Cordilleras de Sulaco.

## Bevolking
De bevolking is als volgt verdeeld:
| Vrouwen | 2157 | 50,4% |
| Mannen  | 2125 | 49,6% |

## Dorpen
De gemeente bestaat uit zeven dorpen (aldea), waarvan het grootste qua inwoneraantal: El Rosario (code 150601).